# 3494 Purple Mountain
3494 Purple Mountain је астероид главног астероидног појаса чија средња удаљеност од Сунца износи 2,349 астрономских јединица (АЈ).
Апсолутна магнитуда астероида је 12,7.